# Peter Martin Musikuwa
Peter Martin Musikuwa (ur. 3 kwietnia 1952 w Kalimtulo) – malawijski duchowny rzymskokatolicki, od 2003 biskup Chikwawa.

## Życiorys
Święcenia kapłańskie otrzymał 12 lipca 1982 i został inkardynowany do archidiecezji Blantyre. Był m.in. wykładowcą i ekonomem miejscowego centrum katechetycznego oraz ojcem duchownym seminarium w Zomba.
16 kwietnia 2003 papież Jan Paweł II mianował go biskupem Chikwawa. Sakry biskupiej udzielił mu 28 czerwca tegoż roku abp Orlando Antonini.